# انسل (کالیفرنیا)
انسل (به انگلیسی: Ansel) یک منطقهٔ مسکونی در ایالات متحده آمریکا است که در شهرستان کرن، کالیفرنیا واقع شده‌است. انسل 766 متر بالاتر از سطح دریا واقع شده‌است.